# José Fabio Garnier
José Fabio Garnier (1884-1956) fue un escritor, crítico, ingeniero y profesor costarricense.

## Biografía
Nacido en 1884 en la ciudad costarricense de Esparza, estudió en el Liceo Humanidades, Ingeniería y Arquitectura en Bolonia (1904-1910), y antes (1905) había publicado en su tierra su primera novela, La primera sonrisa (1904), luego La esclava (1905). En Italia se dio a la crítica literaria y al teatro del género ibseniano. Dirigía en 1912, en San José, la revista Cordelia, de cultura femenina, y colaboró en Nosotros. Fue profesor de Matemáticas en el Liceo de Heredia y miembro del Ateneo de Costa Rica. Julio Cejador opinaba de él que «vale, sobre todo, por su crítica perspicaz y honda, fundada en vastos conocimientos literarios. Su prosa es castiza, natural, propia y digna». Falleció en 1956.
Entre sus obras se encontraron La primera sonrisa (novela, 1904), La esclava (novela, 1905), Perfume de belleza, crítica literaria (Valencia, 1909), Literatura patria (1914), La vida inútil (artíc. liter., 1909), París (1915), Manuel Ugarte (crítica, 1909) y Parábolas. Para el teatro escribió El Retorno (drama, traducción del italiano), La última escena (comedia), La renuncia (drama), La sombra de la hermana (comedia) y La enemiga (drama), todas del género ibseniano. También fue autor de Pasa el ideal (1918) y Boccaccesca (1918).